# Sphaeriestes swalei
Sphaeriestes swalei es una especie de coleóptero de la familia Salpingidae.

## Distribución geográfica
Habita en Nueva Zelanda.